# Tormented
Tormented (рус. Мучимый) — дебютный студийный альбом американской рок-группы Staind, самостоятельно изданный в ноябре 1996 года, позже в 2004 году альбом был переиздан на лейбле Yap' Em в формате CD. Изначально альбом был доступен только в ограниченном количестве в 4000 копий в Новой Англии, США.
Tormented — самый тяжёлый альбом группы. Альбом охарактеризован критиками как вдохновлённый гранжем альтернативный метал. Tormented — концептуальный альбом, в котором повествуется история страдающего депрессией человека, который под конец совершает самоубийство. Данный альбом помог Staind совершить сделку с Фредом Дёрстом из Limp Bizkit, чтобы подписать контракт с лейблом Flip Records, хотя в самом начале Фред отказывался от группы увидев обложку альбома Tormented.
Было продано по меньшей мере несколько тысяч экземпляров альбома, и хотя он получил небольшой приём от критиков, но отзывы были положительными. Альбом был похвален за агрессию и тяжесть на альбоме, хотя о продюсировании отзывались негативно. В список композиций альбома вошла ранняя версия песни «Mudshovel» (здесь она называется «Mudshuvel»), благодаря которой группа прорвалась в мейнстрим в 1999 году.

## Об альбоме

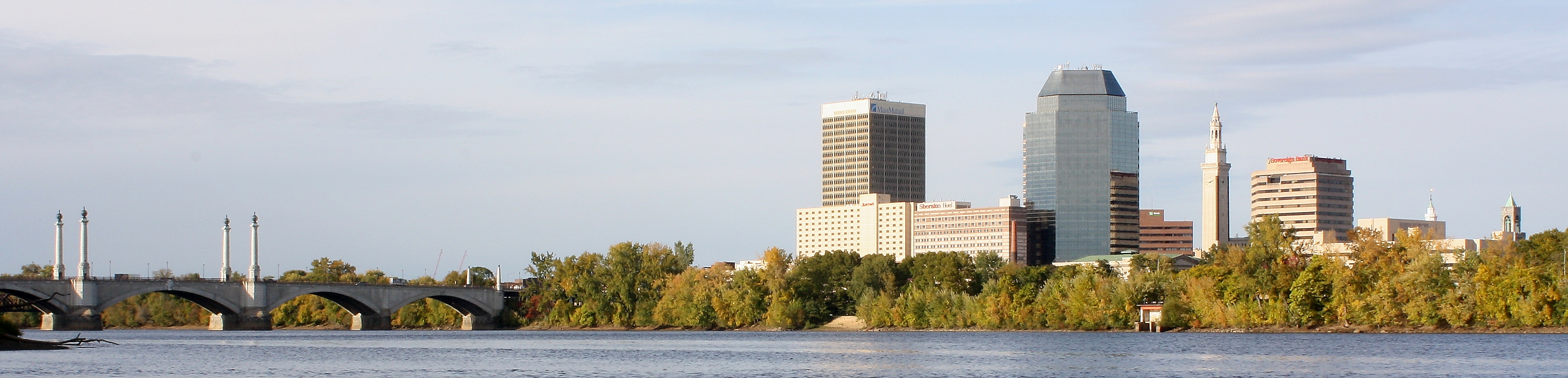
Спрингфилд, штат Массачусетс — город, где была основана группа.

Группа была основана в 1993 году вокалистом Аарон Льюисом и гитаристом Майком Машоком во время рождественской вечеринки. Позже Майк привёл в группу барабанщика Джона Высоцки, а Аарон связался с одним бас-гитаристом, но вскоре он покинул группу в 1995 году, укомплектовав тем самым ранний состав Staind. Изначально группа называлась «Stain», но позже сменила название на «Staind», так как группа Stain уже существовала. В начале своего творчества, группа играла каверы, в частности на такие группы, как: Tool, Korn, Rage Against the Machine, Alice in Chains, Deftones, Pearl Jam, Stone Temple Pilots и Helmet. Свой первый концерт группа отыграла в феврале 1995 года. В ноябре 1995 года к группе присоединился музыкант Джонни Эйприл, который заменил собой предыдущего бас-гитариста; так, 24 ноября 1995 года группа была официально основана в городе Спрингфилд, штат Массачусетс. К 1996 году Staind заработала 2,500$ — именно на эту сумму был записан альбом Tormented. Во время сочинения и записи альбома, Аарон переживал от мучительной разлуки с человеком, с которым он общался на протяжении 4-х лет. Благодаря турне на северо-востоке США группа смогла выйти из андеграунда. В своём интервью в 2008 году Аарон подробно поведал о мотивации музыкального стиля, представленного на Tormented: 
Наша группа была ближе всего к хэви-метал звучанию именно на альбоме Tormented.

## Список композиций
Тексты песен сочинил Аарон Льюис, композитор всех песен — Майк Машок, за исключением отмеченных.
| №                   | Название | Музыка                    | Длительность |
| ------------------- | --- | ------------------------- | ------------ |
| 1.                  | «Tolerate» |                           | 4:39         |
| 2.                  | «Come Again» |                           | 3:48         |
| 3.                  | «Break» | Staind                    | 3:59         |
| 4.                  | «Painful» |                           | 3:30         |
| 5.                  | «Nameless» | Майк Машек, Аарон Льюис   | 3:30         |
| 6.                  | «Mudshuvel» |                           | 4:34         |
| 7.                  | «See Thru» |                           | 4:28         |
| 8.                  | «Question?» |                           | 3:30         |
| 9.                  | «No One's Kind» |                           | 4:47         |
| 10.                 | «Self Destruct» |                           | 3:36         |
| 11.                 | «4 Walls» («4 Walls» заканчивается на 5:28. 8:02 идёт молчание, и после вступает скрытая композиция «Funeral» (композитор которой является Аарон Льюис), которая начинается в 13:30.) | Майк Машек, Джонни Эйприл | 33:10        |
| Общая длительность: | Общая длительность: | Общая длительность:       | 73:31        |

- Скрытый трек «Funeral» длится 19 минут, и на протяжении всей композиции играет церковный орган, также можно услышать, как кашляют люди и как проповедник зачитывает стих из Библии.[17]
- «Mudshuvel» позже будет перезаписан и издан на альбоме Dysfunction под новым названием «Mudshovel»[1].

## Участники записи
| Staind - Аарон Льюис — вокал - Майк Машок — бэк-вокал, вокал («Funeral»), гитара, продюсер, дизайн обложки - Джонни Эйприл — бэк-вокал, бас-гитара, продюсер, дизайн обложки - Джон Вайсоки — барабаны | Производственный персонал - Джефф Гилмер — продюсер, звукорежиссёр - Кит Васкес — фотограф - Kaz — дизайн обложки, иллюстрация - DRT Mastering — мастеринг - The Rock Shop — запись, микширование |